# 한수초등학교
한수초등학교는 대한민국 경기도 고양시 일산서구 주엽동에 있는 공립 초등학교이다.

## 학교 연혁
- 1993년 2월 28일 한수국민학교 설립 인가
- 1994년 3월 1일 초대 황병옥 교장 취임
- 1994년 3월 1일 6학급 편성 개교
- 1996년 3월 1일 한수초등학교 개칭
- 2012년 9월 1일 제7대 조성수 교장 취임
- 2014년 2월 14일 제20회 졸업식(졸업생 수 154명 / 누계 4,578명)
- 2014년 3월 1일 일반학급 29학급, 특수학급 2학급 편성
- 2023년 6월 5일 개교 30주년

## 참고 자료
- 한수초등학교 - 한국교육학술정보원 학교알리미